# Zakroyshchik iz Torzhka
Zakroyshchik iz Torzhka é um filme de comédia soviético de 1925 dirigido por Yakov Protazanov.

## Enredo
O filme conta as divertidas aventuras de uma governanta e de um cortador que ganha uma grande soma de dinheiro com títulos do governo.

## Elenco
- Igor Ilyinsky como Petya Petelkin
- Olga Zhizneva
- Anatoli Ktorov como Anatoli
- Vera Maretskaya como Katya
- Lidiya Deikun como Melania Ivanovna Shirinkina
- Iosif Tolchanov como V. I. Semizhilov
- Serafima Birman
- Yeva Milyutina
- Vladimir Uralskiy